# Trichodere cockerelli
Trichodere cockerelli là một loài chim trong họ Meliphagidae.